# Alvsnosi
Alvsnosi er et bjerg i Aurland kommune i Vestland fylke i Norge. Det ligger nordvest for Geiterygghytta i Skarvheimen, lige nord for Hallingskarvet nationalpark og har en højde på 1.708 meter over havet. Der er to mindre gletsjere på henholdsvis nordøst- og sydøstsiden.